# Nérignac
Nérignac és un municipi francès situat al departament de la Viena i a la regió de la Nova Aquitània. L'any 2007 tenia 141 habitants.

## Demografia

### Població
El 2007 la població de fet de Nérignac era de 141 persones. Hi havia 68 famílies de les quals 20 eren unipersonals (12 homes vivint sols i 8 dones vivint soles), 32 parelles sense fills i 16 parelles amb fills.
La població ha evolucionat segons el següent gràfic:
Habitants censats

### Habitatges
El 2007 hi havia 100 habitatges, 64 eren l'habitatge principal de la família, 27 eren segones residències i 9 estaven desocupats. Tots els 100 habitatges eren cases. Dels 64 habitatges principals, 56 estaven ocupats pels seus propietaris, 6 estaven llogats i ocupats pels llogaters i 2 estaven cedits a títol gratuït; 1 tenia dues cambres, 1 en tenia tres, 27 en tenien quatre i 35 en tenien cinc o més. 38 habitatges disposaven pel capbaix d'una plaça de pàrquing. A 26 habitatges hi havia un automòbil i a 28 n'hi havia dos o més.

### Piràmide de població
La piràmide de població per edats i sexe el 2009 era:
| Homes | Edats   | Dones |
| ----- | ------- | ----- |
| 0     | 95 o +  | 0     |
| 0     | 90 a 94 | 0     |
| 0     | 85 a 89 | 0     |
| 0     | 80 a 84 | 4     |
| 4     | 75 a 79 | 8     |
| 12    | 70 a 74 | 12    |
| 8     | 65 a 69 | 8     |
| 8     | 60 a 64 | 4     |
| 4     | 55 a 59 | 8     |
| 0     | 50 a 54 | 0     |
| 0     | 45 a 49 | 0     |
| 4     | 40 a 44 | 0     |
| 0     | 35 a 39 | 0     |
| 8     | 30 a 34 | 12    |
| 4     | 25 a 29 | 4     |
| 0     | 20 a 24 | 0     |
| 0     | 15 a 19 | 0     |
| 8     | 10 a 14 | 4     |
| 8     | 5 a 9   | 0     |
| 8     | 0 a 4   | 8     |

## Economia
El 2007 la població en edat de treballar era de 65 persones, 39 eren actives i 26 eren inactives. De les 39 persones actives 36 estaven ocupades (19 homes i 17 dones) i 3 estaven aturades (2 homes i 1 dona). De les 26 persones inactives 13 estaven jubilades, 8 estaven estudiant i 5 estaven classificades com a «altres inactius».

### Ingressos
El 2009 a Nérignac hi havia 61 unitats fiscals que integraven 134 persones, la mediana anual d'ingressos fiscals per persona era de 13.871,5 €.

### Activitats econòmiques
Dels 3  establiments que hi havia el 2007, 2 eren d'empreses de construcció i 1 d'una empresa classificada com a «altres activitats de serveis».
Dels 3 establiments de servei als particulars que hi havia el 2009, 1 era un paleta, 1 fusteria i 1 empresa de construcció.
L'any 2000 a Nérignac hi havia 7 explotacions agrícoles que ocupaven un total de 452 hectàrees.

## Poblacions més properes
El següent diagrama mostra les poblacions més properes.